# Arri Alexa
L'Arri Alexa est une caméra de cinéma numérique de la marque Arri, enregistrant actuellement une image tHD. La définition horizontale est égale aux 1920 pixels de la Très Haute Définition. Le premier des trois modèles commerciaux est vendu en 2010. En effet, l'Arri Alexa se décline en trois versions dénommées successivement A-EV, A-EV Plus et A-OV.
L'acquisition se fait grâce à un capteur CMOS ALEV III à 3,5K. Cela représente un fort suréchantillonnage spatial pour obtenir un fichier fHD. La sensibilité nominale du capteur est annoncée à 800 EI (ajustable de 160 à 1600 EI), avec une dynamique élevée de 13,5 diaphragme. Elle peut capter 1 à 60 images par seconde en progressif.
Elle possède, selon les versions, une visée électronique ou reflex. Sa monture PL et son capteur de 23,76 × 13,37 mm, équivalent à un photogramme 35 mm lui permettent d'accepter tous les objectifs 35 mm standard.

## Corps caméra

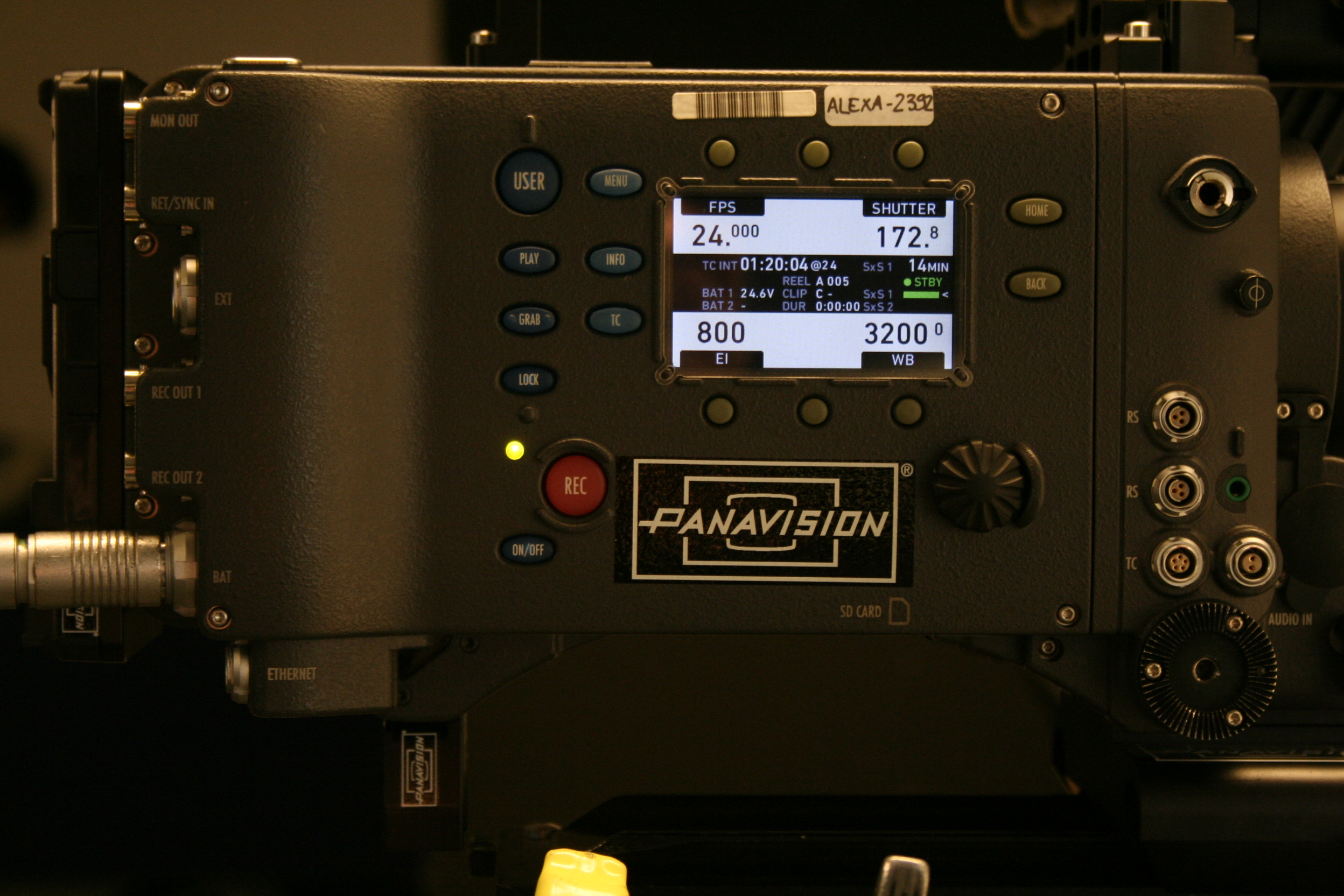
Menus de l'Arri Alexa EV.

### Capteur
Le capteur est à technologie CMOS avec un obturateur déroulant. La définition du capteur ALEV III est de 3 392 × 2 200 points. La surface active (surface de l'image enregistrée) est de 2 880 × 1 620 pixels au rapport 16/9, représentant une surface de 23,76 × 13,37 mm.
La séparation des couleurs se fait avec une matrice de Bayer. Le capteur est équilibré pour une température de couleur de 5 600 K, c'est-à-dire que les gains en RVB nécessaires pour obtenir des couleurs neutres sont les plus faibles à cette température de couleur.
Les images en sortie de capteur sont quantifiées sur 16 bits.

### Visée
Dans un premier temps, l'Alexa est équipée d'une visée électronique. Le viseur est peu encombrant, construit autour d'un écran rétro-éclairé par LED d'une définition de 1280×720 pixels.
En avril 2010, Arri annonce l'arrivée prochaine d'une visée optique pour l'Alexa.

### Accessoirisation
Les modèles A-EV Plus et A-OV Plus sont équipés d'un module sans-fil capable de communiquer avec les télécommandes de point HF Arri LCS (Lens Control System).

## Enregistrement
L'enregistrement des fichiers sur le modèle A-EV est à la définition de 1920 par 1080 pixels (1080p). La vidéo est compressée en ProRes 4.2.2 ou 4.4.4.
Les fichiers sont enregistrés sur carte Sony SxS formatées en UDF. Le système de fichier UDF est en lecture seule sur les ordinateurs, ce qui évite une mauvaise manipulation des rushes.
Les flux enregistrés sont quantifiés sur 10bits en sortie HD-SDI, 10 bits en ProRes, 12bits en ProRes 4.4.4 ou 12bits en Arriraw. On peut choisir le format Rec. 709 pour une sortie HD destinée à la télévision ou bien le Log C qui améliore la quantification et les détails de l'image enregistrée, proposant plus de possibilités d'étalonnage.
Les modèles A-EV Plus et A-OV Plus apportent un enregistrement 2K en Arriraw, un format non compressé 12bits avant débayerisation, apportant une plus grande latitude d'étalonnage et une plus grande définition (variable selon l'algorithme de débayerisation choisi). Le flux délivré par la caméra est enregistré dans un enregistreur Arriraw T-Link. Le logiciel Arriraw Converter fourni gratuitement par Arri permet de décompresser, visualiser et encoder les fichiers Arriraw. Il permet notamment d'exporter la vidéo en SMPTE DPX.